# Большие Наговицыны
Большие Наговицыны — деревня в Котельничском районе Кировской области России. Входит в Вишкильском сельском поселении.

## География
Расположена примерно примерно в 5 км к северу от села Вишкиль на берегу реки Вятка.

## Население
| 2010 |
| ---- |
| 4    |

## Инфраструктура
Личное подсобное хозяйство с зоной сельскохозяйственного использования, индивидуальная застройка усадебного типа.

## Транспорт
Деревня доступна автотранспортом по федеральной автотрассе «Вятка».